# Mariana González Oliva
Mariana Alejandra González Oliva Gulla (Buenos Aires, 12 marzo 1976) è un'ex hockeista su prato argentina.

## Palmarès

### Olimpiadi
- 2 medaglie:
  - 2 bronzi (Atene 2004; Pechino 2008)

### Mondiali
- 2 medaglie:
  - 1 oro (Perth 2002)
  - 1 bronzo (Madrid 2006)

### Champions Trophy
- 5 medaglie:
  - 2 ori (Amstelveen 2001; Mönchengladbach 2008)
  - 2 argenti (Macao 2002; Quilmes 2007)
  - 1 bronzo (Rosario 2004)

### Giochi panamericani
- 2 medaglie:
  - 2 ori (Santo Domingo 2003; Rio de Janeiro 2007)

### Coppa panamericana
- 1 medaglia:
  - 1 oro (Kingston 2001)